# دیوید اچ. گمبرل
دیوید اچ. گمبرل (به انگلیسی: David H. Gambrell) سناتور سابق عضو حزب دموکرات ایالات متحده آمریکا بود. وی در سال ۱۹۷۱ تا ۱۹۷۲ میلادی سناتور ایالت جورجیا در سنای ایالات متحده آمریکا بود.